# Distremocephalus chiapensis
Distremocephalus chiapensis är en skalbaggsart som beskrevs av Juan A. Zaragoza 1986. Distremocephalus chiapensis ingår i släktet Distremocephalus och familjen Phengodidae. Inga underarter finns listade i Catalogue of Life.